# Catalina (otok)
Otok Catalina (šp. Isla Catalina) je tropski otok slabih 2,5 km od jugovzhodne obale Dominikanske republike, blizu provinc La Altagracia in La Romana. Na otoku občasno postojijo križarske ladje, še posebno tiste družbe Costa Crociere, ki ima tukaj v lasti tudi zasebno plažo. Tovrstne ladje se zasidrajo ob obali otoka in nato z manjšimi plovili prepeljejo potnike do obale.

## Zgodovina
Otoku je ime »Santa Catalina« nadel Krištof Kolumb, ki se je na otoku ustavil maja leta 1494. 

### Nedavni dogodki
13. decembra 2007 so tik ob otoku na globini treh metrov našli ladijsko razbitino trgovske ladje iz 17. stoletja. Strokovnjaki preučujejo možnost, da je to Quedagh Merchant Williama Kidda, znana tudi kot Cara Merchant, kakor ji je Kidd dejal 23. maja 1701 med svojem pričanjem med sojenjem pred njegovim obešenjem. 

## Zemljepis
Otok meri le 9,6 kvadratnih kilometrov, na in ob njem pa obstaja mnogo avtohtonih ekosistemov, kot so peščene sipine, mangrove in različni grebeni. Otok je zgrajen iz treh sovpadajočih planot iz koralne kamnine. Najvišja točka otoka je le približno 18 metrov nad morjem. V in ob morju okrog otoka žive mnoge avtohtone vrste ptic in tropskih morskih rib, na več točkah na odprtem morju ob otoku pa peščena obrežja znižajo globino morja na le dobre pol metra.